# Vlag van Luzern

Vlag van Luzern

De vlag van Luzern is een officieel symbool van de stad Luzern en het gelijknamige kanton in Zwitserland. De vlag is vierkant en bestaat uit twee horizontale banen met boven wit en onder blauw. Het gebruik van een blauw-witte vlag gaat terug tot minstens 1386, maar de symboliek van deze kleuren is in de geschiedenis verloren gegaan. Er zijn wel verschillende zienswijzen aangaande de betekenis van beide kleuren. Het blauw zou kunnen staan voor de meren in het kanton en het wit voor de besneeuwde bergtoppen. Een andere verklaring luidt dat blauw en wit de kleuren zijn van Maria en een derde mogelijkheid is dat de kleuren van het wapen van de eens machtige familie Littau komen.